# Johannes Göldel
Johannes Konstantin Göldel (* 17. April 1891 in Leipzig; † 1952) war ein deutscher Bildhauer.

## Leben
Göldel studierte nach einer Lehre zum Steinmetz an der Akademie für graphische Künste und Buchgewerbe in Leipzig. Nach dem Studium arbeitete er freischaffend. Sein Atelier befand sich in Leipzig, Delitzscher Straße 2–14, für den Steintransport zweckmäßigerweise am Freiladebahnhof. Zeitweilig war er auch als Lehrer an der Kunstgewerbeschule Leipzig tätig.
Göldel schuf Denkmäler, figürliche Gruppen und Tierdarstellungen vornehmlich aus Kalkstein, Travertin und Porphyrtuff. Auf dem Gebiet der dekorativen Bauplastik arbeitete er vor allem mit Architekten des Art déco zusammen.

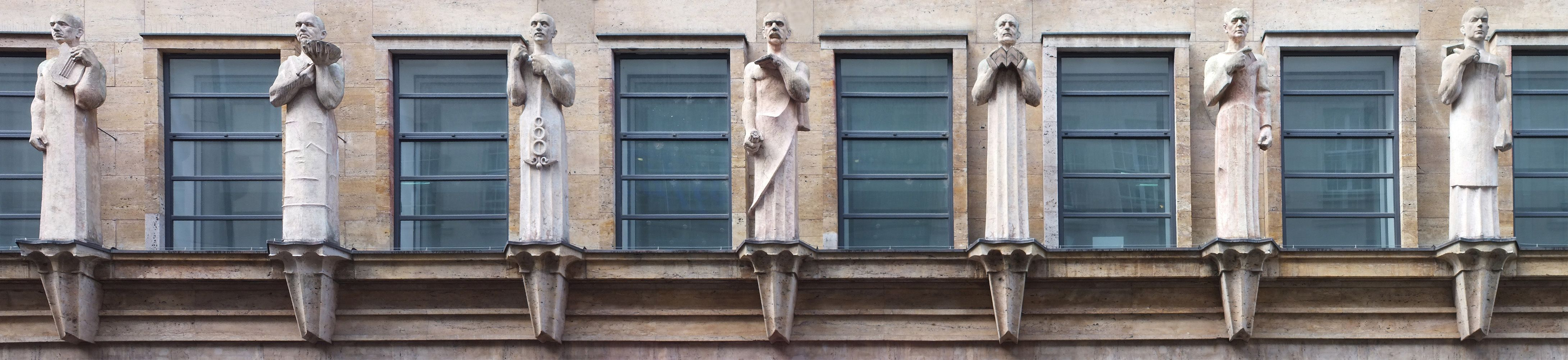
Die Figuren am Petershof (2014)

Sein Hauptwerk sind sieben Figuren aus Cannstatter Travertin an der Fassade des 1929 fertiggestellten Messehauses Petershof, die durch beigegebene Symbole Künste und Berufe darstellten. Göldel gab jeder der Figuren die Gesichtszüge einer Person, die für den Bau des Gebäudes bedeutend war, so z. B. der Architekt Alfred Liebig, der Oberbürgermeister Karl Rothe und der Bankier Hans Kroch. Letzterer war Jude, weshalb 1938 alle Figuren entfernt wurden. 1994 schuf der Leipziger Bildhauer Markus Gläser Repliken in Zementguss, die im Folgejahr am Gebäude aufgestellt wurden.
Göldel lebte auch zeitweilig in Borsdorf bei Leipzig. Für diese Gemeinde schuf er ein bemerkenswertes Denkmal für die Gefallenen des Ersten Weltkriegs. Eine Frau mit einem Stahlhelm als Allegorie der Germania kniet über einem Löwinnenkopf. Das Schwert hält sie im Rücken, trotzige Trauer symbolisierend. 1938 nahm Göldel an der Großen Deutschen Kunstausstellung in München mit der Gips-Plastik Liegendes Reh teil, die Hitler für 1200 RM erwarb. Eine von Göldel 1938 geschaffene etwa drei Meter hohe Darstellung einer vierköpfigen Familie aus Rochlitzer Porphyrtuff an einem Wohnhaus in Leipzig-Stötteritz ist die größte in Leipzig erhaltene Plastik aus der nationalsozialistischen Zeit.
Im Dezember 1946 nahm Göldel in Grimma an der vom FDGB veranstalteten Kunstausstellung teil. Über die Zeit danach und das Lebensende Göldels ist nichts bekannt.

## Ehrungen
In Borsdorf wurde eine Straße nach ihm benannt.

## Werke
- 1916: Bauplastik an der Deutschen Bücherei
- 1927: Art-déco-Bauplastik an der Höheren Textilfachschule in Reichenbach im Vogtland

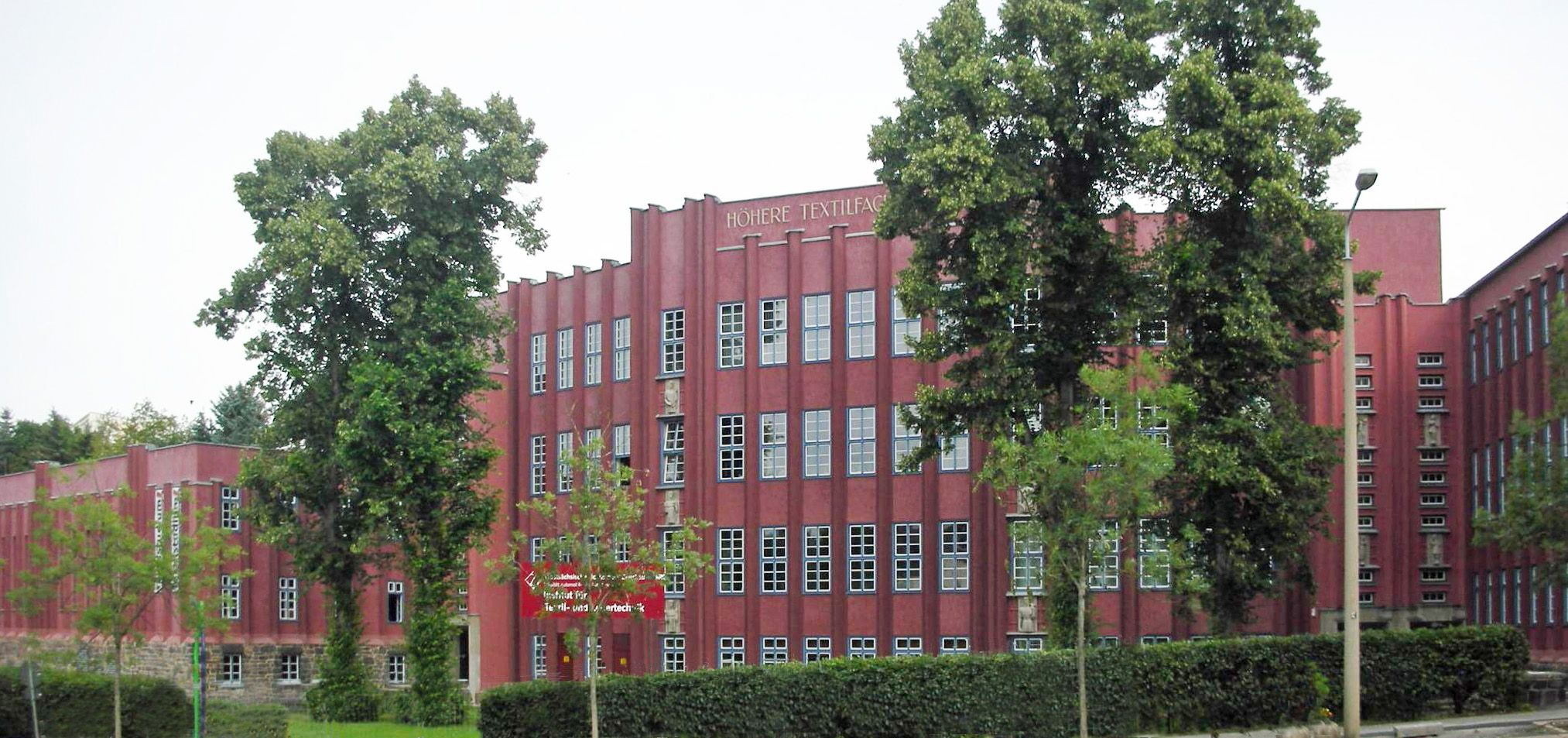
Textilschule Reichenbach
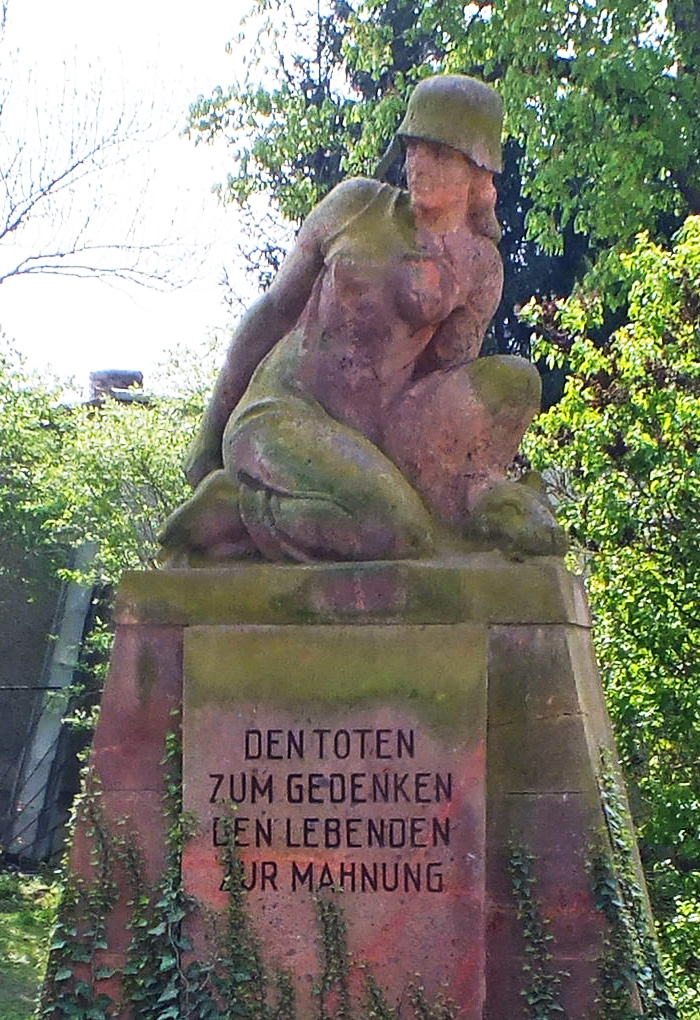
Denkmal in Borsdorf
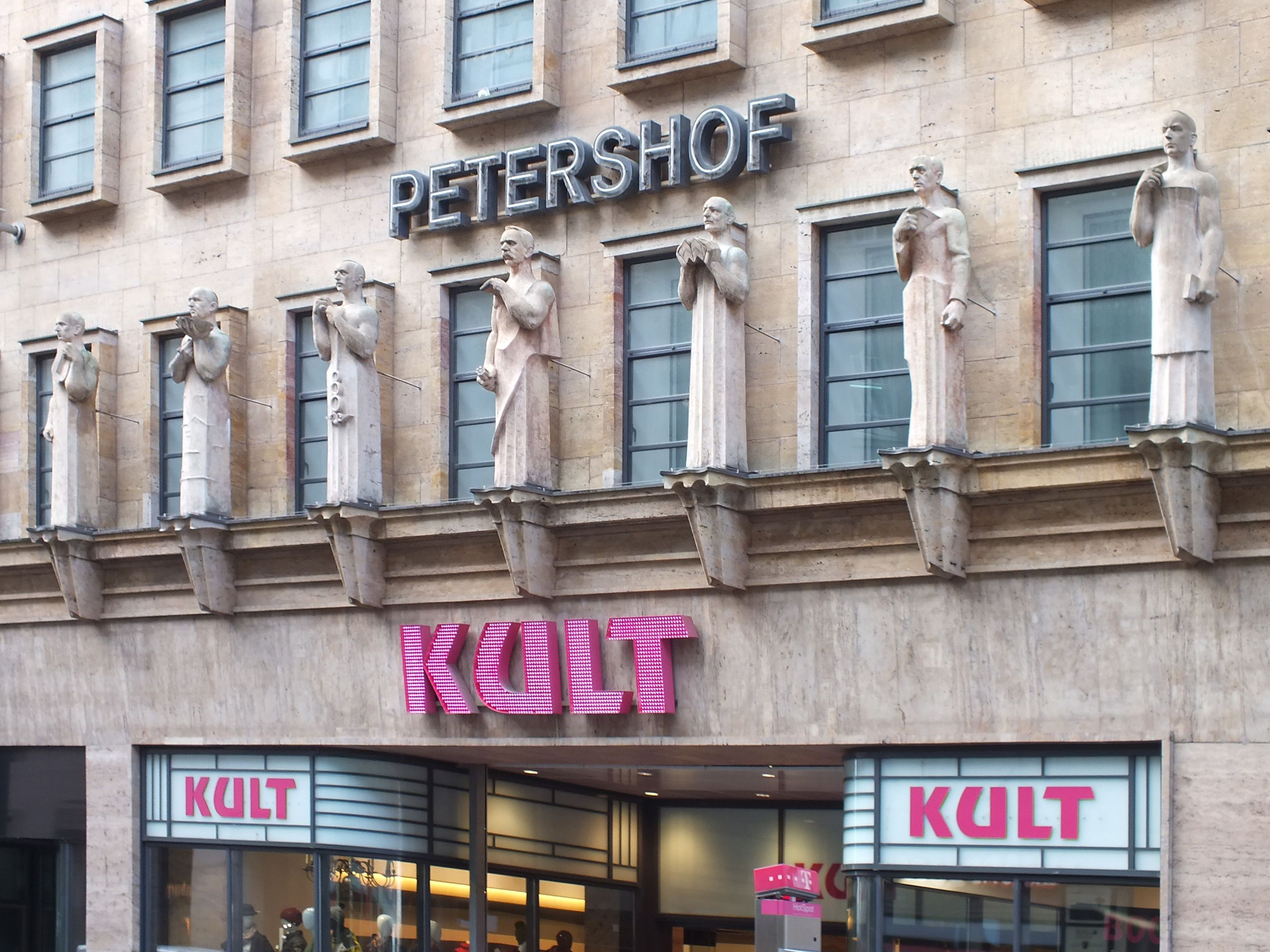
Fassade des Petershofs
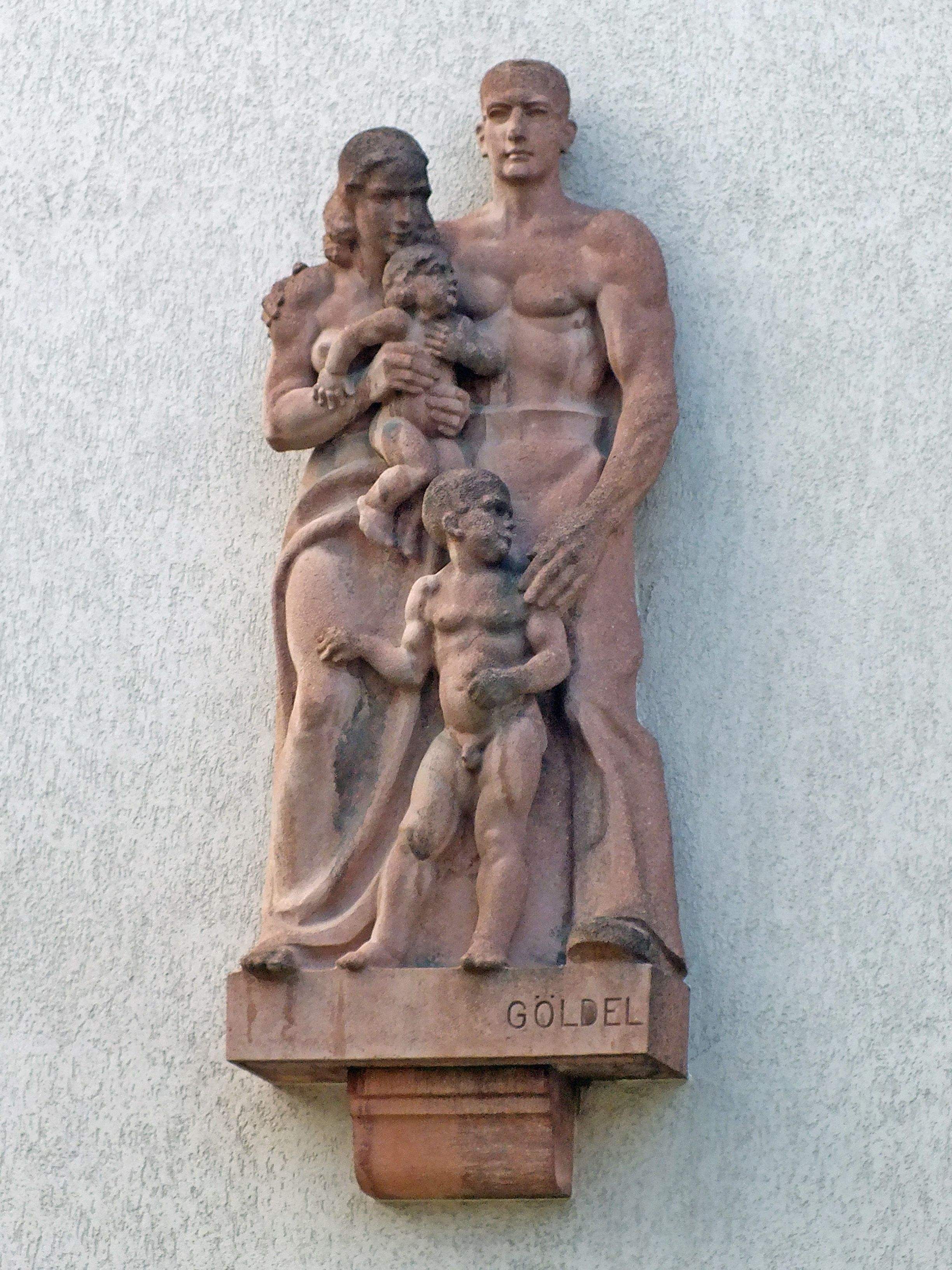
Familie in Stötteritz

- 1927: Kreuzigungsgruppe an der Kirche St. Marien in Reichenbach im Vogtland
- 1920er Gefallenendenkmal (Germania) in Borsdorf
- 1929: Sieben Fassadenfiguren am Petershof Leipzig
- 1930: Skulptur über dem Eingangsportal des Krematoriums Reichenbach im Vogtland[6]
- 1933: Bethanienkirche Leipzig: Büste Johann Sebastian Bach und Gefallenen-Ehrenmal in der Taufkapelle
- 1939: Großplastik Familie, Leipzig-Stötteritz, Naunhofer Straße 18